# Úrsula Corberó
Úrsula Corberó Delgado (Barcelona, 1989. augusztus 11. –) spanyol színésznő. A nagy pénzrablás című, előbb az Antena 3, majd a Netflix által forgalmazott (2017-2020) spanyol televíziós drámasorozat hozta meg számára az országos hírnevet.

## Életpályája

### Korai évek
Úrsula Corberó Delgado Barcelonában született. Sant Pere de Vilamajorban nőtt fel a szüleivel, az ács Pedro Corberóval, a boltos Esther Delgadóval és nővérével, Mónicával.
Hatévesen döntötte el, hogy színésznő akar lenni. Színészkarrierje kezdetén reklámokban játszott. Első szerepét 13 évesen kapta, elkezdett színészórákat venni, illetve flamenco- és dzsessztáncosztályokba járni. A tanulmányai után Madridba ment, hogy a Física o Química című sorozatban forgasson, és az egyik főszerepet játszhassa három évig.

### Karrierje
Corberó 2002-ben debütált a tévében Maria szerepében a Mirall Trencat című sorozatban. 2005–2006-ban Saraként szerepelt a Ventdelplà-ban, illetve 2007-ben a Visszaszámlálás című sorozatban. 2008-ban Manuela Portillo volt az Internátus-ban. 2008–2011 között az Antena 3-nál dolgozott a Física o química című sorozattal. Miután elhagyta a Física o química-t, 2011–2019 között főszerepet kapott a Televisión Española drámasorozatában, a 14 de abril. La República-ban. 2017–2021 között A nagy pénzrablás című spanyol sorozat főszereplője volt. 2021-ben a Kígyószem: G.I. Joe – A kezdetek című filmben volt látható.

## Filmjei
- Ventdelplà (2005-2006)
- Visszaszámlálás (2007)
- Internátus (2007)
- Física o química (2008-2011)
- 14 de abril. La República (2011-2019)
- A fátyolos hölgy (2015)
- A nagy pénzrablás (2017-2021)
- Blöff (2018)
- Kígyószem: G.I. Joe – A kezdetek (2021)
- Lángoló test (2023)
- Légi csibészek (2024)
- A Sakál napja (2024)